# Elżbieta Kolejwa
Elżbieta Kolejwa z domu Twardowska (ur. 11 września 1939 w Warszawie) – polska lekkoatletka, sprinterka, trzykrotna mistrzyni Polski.

## Kariera
Zwyciężyła w sztafecie 4 × 100 metrów w pierwszym finale Pucharu Europy w 1965 w Kassel (polska sztafeta biegła w składzie: Mirosława Sałacińska, Kolejwa, Irena Kirszenstein i Ewa Kłobukowska). Startowała na mistrzostwach Europy w 1966 w Budapeszcie, gdzie odpadła w eliminacjach biegu na 100 metrów.
Zdobyła mistrzostwo Polski w biegu na 100 metrów i w biegu na 200 metrów w 1965 oraz w sztafecie 4 × 100 metrów w 1964, wicemistrzostwo w biegu na 200 metrów w 1964 oraz brązowe medale w sztafecie 4 × 100 m w 1958 i 1962.
W latach 1959–1966 wystąpiła w dziesięciu meczach reprezentacji Polski (16 startów), odnosząc 2 zwycięstwa indywidualne.
Rekordy życiowe:
| Konkurencja        | Data i miejsce             | Wynik |
| ------------------ | -------------------------- | ----- |
| bieg na 100 metrów | 13 sierpnia 1965, Szczecin | 11,6  |
| bieg na 200 metrów | 25 lipca 1965, Spała       | 24,4  |

Była zawodniczką Sparty Warszawa i Gwardii Warszawa. Jej mąż Mieczysław Kolejwa, emerytowany profesor Politechniki Radomskiej, był m.in. prezesem Polskiego Związku Lekkiej Atletyki.